# Doksy (powiat Kladno)
Doksy – gmina w Czechach, w powiecie Kladno, w kraju środkowoczeskim. Według danych z dnia 1 stycznia 2013 liczyła 1 377 mieszkańców.